# Jazz Jennings
Pour les articles homonymes, voir Jennings.
Jazz Jennings, née le 6 octobre 2000, est une personnalité d'internet et de téléréalité, youtubeuse, auteure et militante des droits LGBT américaine,,. Jennings est connue pour être l'une des plus jeunes personnes transgenres documentées publiquement et pour être la plus jeune des activistes transgenres reconnus au niveau national.[réf. nécessaire]

## Biographie
Enfant transgenre, elle vit sous son identité féminine dès l'âge de 3 ans, puis commence son traitement hormonal durant son adolescence. Son parcours est très documenté, avec de nombreux reportages à la télévision américaine. Elle coécrit avec Jessica Herthel un livre pour enfants, publié en 2014, racontant son histoire. En 2015, elle devient l'héroïne d'une émission de télévision sur TLC, I Am Jazz (en), la mettant en scène avec sa famille dans la vie de tous les jours. La même année, elle est présente pour la première fois dans la liste du magazine Time des adolescents les plus influents du monde. Elle publie une autobiographie, Being Jazz, en 2016.